# Hans von Funck
Hans Emil Richard Freiherr von Funck (Aachen, 23 de dezembro de 1891 — Viersen, 14 de fevereiro de 1979) foi um oficial do exército alemão.

## Biografia
Hans Freiherr von Funck entrou para o exército alemão como um cadete no ano de 1915, lutando na cavalaria até o final da Primeira Guerra Mundial, chegando até a patente de Leutnant. No período entre-guerras atuou no comando de diversas unidades de cavalaria.
Foi promovido para a patente de Oberst no dia 20 de abril de 1939, assumindo a partir do dia 15 de outubro do mesmo ano o comando do 5º Regimento Panzer. Foi promovido para a patente de Generalmajor no dia 1 de janeiro de 1941, Generalleutnant em 1 de setembro de 1942 e General der Panzertruppe em 1 de março de 1944.
Durante a Segunda Guerra Mundial, comandou a 7ª Divisão Panzer no dia 14 de fevereiro de 1941, o XXIII Corpo de Exército em 5 de dezembro de 1943 e XXXXVII Corpo Panzer no dia 5 de março de 1944, comandando em seguida por um dia o 7º Exército da Alemanha, no período de 21 de agosto de 1944 a 22 de agosto de 1944, sendo então colocado na reserva no mês de setembro de 1944, deixando o exército no dia 15 de fevereiro de 1945.
Foi capturado pelos soviéticos no mês de maio de 1945, sendo libertado no ano de 1955. Faleceu em Viersen no dia 14 de fevereiro de 1979.

## Condecorações
Foi condecorado com a Cruz de Cavaleiro da Cruz de Ferro no dia 15 de julho de 1941, Folhas de Carvalho no dia 22 de agosto de 1943, (n° 278) e a Cruz Germânica em Ouro no dia 14 de março de 1943.
- Spanish Medalla de la Campaña
- Spanish Medalla Militar
- Cruz Espanhola em Ouro com Espadas
- Cruz de Ferro (1914)
  - 2ª Classe (12 de junho de 1915)
  - 1ª Classe (2 de dezembro de 1917)
- Cruz de Honra 1934
- Cruz de Ferro (1939)
  - 2ª Classe (15 de maio de 1940)
  - 1ª Classe (29 de maio de 1940)
- Cruz Germânica em Ouro (14 de março de 1943)
- Cruz de Cavaleiro da Cruz de Ferro com Folhas de Carvalho[1]
  - Cruz de Cavaleiro da Cruz de Ferro (15 de julho de 1941)[1][2]
  - Folhas de Carvalho (22 de agosto de 1943)[1][2]